# Intuition Peak
Intuition Peak är en bergstopp i Antarktis. Den ligger i Sydshetlandsöarna. Argentina, Chile och Storbritannien gör anspråk på området. Toppen på Intuition Peak är 780 meter över havet.
Terrängen runt Intuition Peak är varierad. Havet är nära Intuition Peak österut. Trakten är glest befolkad. Närmaste befolkade plats är St. Kliment Ohridski Base, 16,1 kilometer väster om Intuition Peak. 